# Anomala sulana
Anomala sulana är en skalbaggsart som beskrevs av Carsten Zorn 2006. Anomala sulana ingår i släktet Anomala och familjen Rutelidae. Inga underarter finns listade i Catalogue of Life.